# Canal de Macclesfield

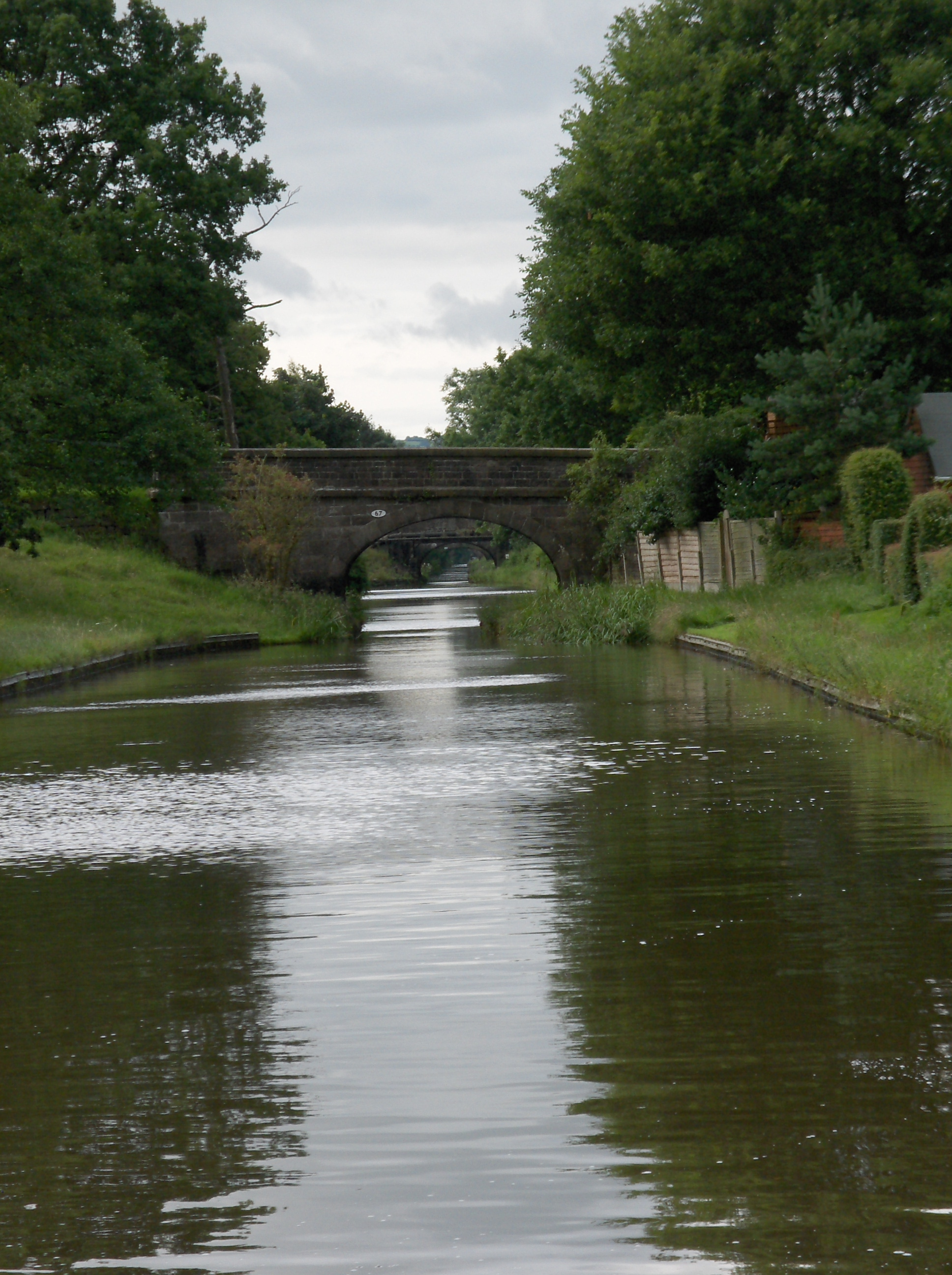
Canal de Macclesfield.

Le canal de Macclesfield est un canal de l'est du Cheshire, en Angleterre. Ouvert en 1831 et mesurant 42 kilomètres de long, il relie notamment la ville de Macclesfield à d'autres voies navigables du pays.
L'ensemble de ses douze écluses (36 mètres) sont concentrées vers Bosley.
Le canal part d'une jonction avec le canal de Peak Forest (en) à Marple (en) au nord, dans une direction généralement sud, à travers les villes de Macclesfield et Congleton, jusqu'à une jonction finale avec la branche Hall Green (en) du canal de Trent et Mersey.